# 실수 (별자리)
실수(室宿)는 동아시아의 별자리인 이십팔수의 하나이다. 북방현무 7수(宿) 중 여섯 번째에 해당된다.
서양 별자리의 페가수스자리의 일부에 해당된다.

## 실수에 속한 별자리
실수에 속한 별자리들은 다음과 같다.
| 별자리   | 한자     | 별 개수 | 위치           |
| -------- | -------- | ------- | -------------- |
| 실, 영실 | 室, 營室 | 2       | 페가수스자리   |
| 이궁     | 離宮     | 2 x3    |                |
| 뇌전     | 雷電     | 6       |                |
| 누벽진   | 壘壁陣   | 12      | 염소자리       |
| 우림     | 羽林     | 45      | 물병자리       |
| 부월     | 鈇鉞     | 3       |                |
| 북락사문 | 北落師門 | 1       | 남쪽물고기자리 |
| 팔괴     | 八魁     | 9       |                |
| 천강     | 天綱     | 1       |                |
| 토공리   | 土公吏   | 2       |                |
| 등사     | 螣蛇     | 22      |                |

## 참고 문헌
- 권근 외, 『천상열차분야지도』, 서운관(書雲觀), 1395
- 이문규, 《고대 중국인이 바라본 하늘의 세계》, 문학과 지성사, 2000
- 이순지 저, 김수길.윤상철 역,《천문류초》, 대유학당, 1998
- 박창범, 《하늘에 새긴 우리역사》, 김영사, 2002